# Troglohyphantes scientificus
Troglohyphantes scientificus là một loài nhện trong họ Linyphiidae.
Loài này thuộc chi Troglohyphantes. Troglohyphantes scientificus được Christa L. Deeleman-Reinhold miêu tả năm 1978.